# 2024-es labdarúgó-Európa-bajnokság (selejtező – B csoport)
A 2024-es labdarúgó-Európa-bajnokság selejtezőjének B csoportjának mérkőzéseit tartalmazó lapja.
A csoportban öt válogatott, Hollandia, Franciaország, Írország, Görögország és Gibraltár szerepelt. A csapatok oda-visszavágós körmérkőzéses rendszerben mérkőztek egymással. Az első két helyezett kijutott az Európa-bajnokságra. A pótselejtező résztvevői a 2022–2023-as Nemzetek Ligájában elért eredmények alapján dőltek el.

## Tabella
| Hely. | Csapat        | M | Gy | D | V | G+ | G– | Gk  | P  | Továbbjutás                           |     | Franciaország | Hollandia | Görögország | Írország | Gibraltár (brit tengerentúli terület) |
| ----- | ------------- | - | -- | - | - | -- | -- | --- | -- | ------------------------------------- | --- | ------------- | --------- | ----------- | -------- | ------------------------------------- |
| 1.    | Franciaország | 8 | 7  | 1 | 0 | 29 | 3  | +26 | 22 | Kijutott a 2024-es Európa-bajnokságra |     | —             | 4–0       | 1–0         | 2–0      | 14–0                                  |
| 2.    | Hollandia     | 8 | 6  | 0 | 2 | 17 | 7  | +10 | 18 | Kijutott a 2024-es Európa-bajnokságra |     | 1–2           | —         | 3–0         | 1–0      | 3–0                                   |
| 3.    | Görögország   | 8 | 4  | 1 | 3 | 14 | 8  | +6  | 13 | Pótselejtezőre került                 |     | 2–2           | 0–1       | —           | 2–1      | 5–0                                   |
| 4.    | Írország      | 8 | 2  | 0 | 6 | 9  | 10 | −1  | 6  |                                       |     | 0–1           | 1–2       | 0–2         | —        | 3–0                                   |
| 5.    | Gibraltár     | 8 | 0  | 0 | 8 | 0  | 41 | −41 | 0  |                                       | 0–3 | 0–6           | 0–3       | 0–4         | —        |                                       |

## Mérkőzések
A csoportok sorsolását 2022. október 9-én tartották Frankfurtban. A menetrendet az UEFA október 10-én tette közzé. Az időpontok közép-európai idő szerint, zárójelben helyi idő szerint értendők.
| 2023. március 24. 20:45 |

| Franciaország                            | 4–0               | Hollandia |
| ---------------------------------------- | ----------------- | --------- |
| Griezmann 2' Upamecano 8' Mbappé 21' 88' | (3–0) Jegyzőkönyv |           |

| Stade de France, Saint-Denis Játékvezető: Maurizio Mariani (olasz) |

| 2023. március 24. 20:45 |

| Gibraltár | 0–3               | Görögország                           |
| --------- | ----------------- | ------------------------------------- |
|           | (0–2) Jegyzőkönyv | Masouras 11' Siopis 45' Bakasetas 58' |

| Algarve Stadion, Faro/Loulé (Portugália) Játékvezető: Rohit Saggi (norvég) |

| 2023. március 27. 20:45 |

| Hollandia             | 3–0               | Gibraltár |
| --------------------- | ----------------- | --------- |
| Depay 23' Aké 50' 82' | (1–0) Jegyzőkönyv |           |

| De Kuip, Rotterdam Játékvezető: Morten Krogh (dán) |

| 2023. március 27. 20:45 (19:45 UTC+1) |

| Írország | 0–1               | Franciaország |
| -------- | ----------------- | ------------- |
|          | (0–0) Jegyzőkönyv | Pavard 50'    |

| Aviva Stadion, Dublin Játékvezető: Artur Soares Dias (portugál) |

| 2023. június 16. 20:45 |

| Gibraltár | 0–3               | Franciaország                                         |
| --------- | ----------------- | ----------------------------------------------------- |
|           | (0–2) Jegyzőkönyv | Giroud 3' Mbappé 45+3' (11-esből) Mouelhi 78' (öngól) |

| Algarve Stadion, Faro/Loulé (Portugália) Játékvezető: Yevhenii Aranovskiy (ukrán) |

| 2023. június 16. 20:45 (21:45 UTC+3) |

| Görögország                           | 2–1               | Írország    |
| ------------------------------------- | ----------------- | ----------- |
| Bakasetas 15' (11-esből) Masouras 49' | (1–1) Jegyzőkönyv | Collins 27' |

| Ajía Szofía Stadion, Athén Játékvezető: Harald Lechner (osztrák) |

| 2023. június 19. 20:45 |

| Franciaország         | 1–0               | Görögország |
| --------------------- | ----------------- | ----------- |
| Mbappé 55' (11-esből) | (0–0) Jegyzőkönyv |             |

| Stade de France, Saint-Denis Játékvezető: Antonio Mateu Lahoz (spanyol) |

| 2023. június 19. 20:45 (19:45 UTC+1) |

| Írország                             | 3–0               | Gibraltár |
| ------------------------------------ | ----------------- | --------- |
| Johnston 52' Ferguson 59' Idah 90+2' | (0–0) Jegyzőkönyv |           |

| Aviva Stadion, Dublin Játékvezető: Marian Alexandru Barbu (román) |

| 2023. szeptember 7. 20:45 |

| Franciaország             | 2–0               | Írország |
| ------------------------- | ----------------- | -------- |
| Tchouaméni 19' Thuram 48' | (1–0) Jegyzőkönyv |          |

| Parc des Princes, Párizs Játékvezető: Urs Schnyder (svájci) |

| 2023. szeptember 7. 20:45 |

| Hollandia                          | 3–0               | Görögország |
| ---------------------------------- | ----------------- | ----------- |
| De Roon 17' Gakpo 31' Weghorst 39' | (3–0) Jegyzőkönyv |             |

| Philips Stadion, Eindhoven Játékvezető: Michael Oliver (angol) |

| 2023. szeptember 10. 20:45 (21:45 UTC+3) |

| Görögország                                      | 5–0               | Gibraltár |
| ------------------------------------------------ | ----------------- | --------- |
| Pelkas 9' Mavropánosz 23' 82' Masouras 70' 90+1' | (2–0) Jegyzőkönyv |           |

| Ajía Szofía Stadion, Athén Játékvezető: Manfredas Lukjančukas (litván) |

| 2023. szeptember 10. 20:45 (19:45 UTC+1) |

| Írország           | 1–2               | Hollandia                         |
| ------------------ | ----------------- | --------------------------------- |
| Idah 4' (11-esből) | (1–1) Jegyzőkönyv | Gakpo 19' (11-esből) Weghorst 56' |

| Aviva Stadion, Dublin Játékvezető: Irfan Peljto (bosznia-hercegovinai) |

| 2023. október 13. 20:45 |

| Hollandia   | 1–2               | Franciaország |
| ----------- | ----------------- | ------------- |
| Hartman 83' | (0–1) Jegyzőkönyv | Mbappé 7' 53' |

| Johan Cruijff Arena, Amszterdam Játékvezető: Felix Zwayer (német) |

| 2023. október 13. 20:45 (19:45 UTC+1) |

| Írország | 0–2               | Görögország                   |
| -------- | ----------------- | ----------------------------- |
|          | (0–2) Jegyzőkönyv | Jakumákisz 20' Masouras 45+4' |

| Aviva Stadion, Dublin Játékvezető: Glenn Nyberg (svéd) |

| 2023. október 16. 20:45 |

| Gibraltár | 0–4               | Írország                                          |
| --------- | ----------------- | ------------------------------------------------- |
|           | (0–2) Jegyzőkönyv | Ferguson 8' Johnston 28' Doherty 60' Robinson 80' |

| Algarve Stadion, Faro/Loulé (Portugália) Játékvezető: Christian-Petru Ciochirca (osztrák) |

| 2023. október 16. 20:45 (21:45 UTC+3) |

| Görögország | 0–1               | Hollandia                 |
| ----------- | ----------------- | ------------------------- |
|             | (0–0) Jegyzőkönyv | Van Dijk 90+3' (11-esből) |

| Ajía Szofía Stadion, Athén Játékvezető: Alejandro Hernández Hernández (spanyol) |

| 2023. november 18. 20:45 |

| Franciaország | 14–0              | Gibraltár |
| --- | ----------------- | --------- |
| Santos 3' (öngól) Thuram 4' Zaïre-Emery 16' Mbappé 30' (11-esből) 74' 82' Clauss 34' Coman 36' 65' Fofana 37' Rabiot 63' Dembélé 73' Giroud 89' 90+1' | (7–0) Jegyzőkönyv |           |

| Allianz Riviera, Nizza Játékvezető: John Brooks (angol) |

| 2023. november 18. 20:45 |

| Hollandia    | 1–0               | Írország |
| ------------ | ----------------- | -------- |
| Weghorst 12' | (1–0) Jegyzőkönyv |          |

| Johan Cruijff Arena, Amszterdam Játékvezető: Marco Di Bello (olasz) |

| 2023. november 21. 20:45 |

| Gibraltár | 0–6               | Hollandia                                                |
| --------- | ----------------- | -------------------------------------------------------- |
|           | (0–3) Jegyzőkönyv | Stengs 10' 50' 62' Wieffer 23' Koopmeiners 38' Gakpo 81' |

| Algarve Stadion, Faro/Loulé (Portugália) Játékvezető: Arda Kardeşler (török) |

| 2023. november 21. 20:45 (21:45 UTC+2) |

| Görögország                 | 2–2               | Franciaország             |
| --------------------------- | ----------------- | ------------------------- |
| Bakasetas 56' Ioannidis 61' | (0–1) Jegyzőkönyv | Kolo Muani 42' Fofana 74' |

| Ajía Szofía Stadion, Athén Játékvezető: Daniel Siebert (német) |